# Октябрьское (Горьковский район)
Октя́брьское — село в Горьковском районе Омской области России. Административный центр Октябрьского сельского поселения.

## География
Село находится на востоке центральной части Омской области, в пределах Барабинской низменности, юго-восточнее реки Иртыш, на расстоянии примерно 51 км (по прямой) к западу-северо-западу (WNW) от посёлка городского типа Горьковское, административного центра района. Абсолютная высота — 132 м над уровнем моря.
Часовой пояс
Село Октябрьское, как и вся Омская область, находится в часовой зоне МСК+3. Смещение применяемого времени относительно UTC составляет +6:00.

## История
Основано в 1922 году как усадьба ЛО «Кроликосовхоз». В 1937 году на базе совхоза была создана Демьяновская МТС. В годы войны в посёлок было переселено много немцев-спецпереселенцев. В 1958 году на базе Демьяновской МТС создан колхоз-гигант «Советская Сибирь». В октябре 1958 года посёлок получил название «Октябрьское». В 1966 году колхоз был переименован и назван именем А. Ф. Романенко.

## Население
| 2002 | 2010  | 2021 |
| ---- | ----- | ---- |
| 1226 | ↘1025 | ↘922 |

Половой состав
По данным Всероссийской переписи населения 2010 года, в гендерной структуре населения мужчины составляли 44,6 %, женщины — соответственно 55,4 %.
Национальный состав
Согласно результатам переписи 2002 года, в национальной структуре населения русские составляли 81 %.

## Улицы
| - ул. 8 Марта, - ул. Берёзовая, - пер. Библиотечный, - пер. Больничный, - ул. Гагарина, - ул. Зелёная, | - пер. Интернациональный, - ул. Кирпичная, - ул. Коммунальная, - пл. Королёва, - ул. Ленина, - ул. Лесная, | - пр-кт. Мира, - пл. Победы, - пл. Пушкина, - пл. Романенко, - ул. Садовая, - ул. Труда. |

## Инфраструктура
В селе функционируют средняя общеобразовательная школа, детский сад, участковая больница (филиал БУЗОО «Горьковская центральная районная больница»), центр культуры, библиотека, историко-краеведческий музей и отделение Почты России.